# Agostinho Neto
António Agostinho Neto (født 17. september 1922, Ícolo e Bengo, Bengo, Portugisisk Angola, død 10. september 1979, Moskva, Sovjetunionen) var Angolas først præsident fra 1975 til 1979.
Under uafhængighedskrigen mod Portugal havde han været leder af MPLA siden 1961. Han beholdt lederposten efter den angolanske borgerkrig (1975-2002) brød ud og frem til sin død. Han blev efterfulgt som præsident af José Eduardo dos Santos, der kom fra samme parti. Hans fødselsdag fejres i Angola som national heltedag, og er en offentlig helligdag.